# سیارک ۲۱۵۵۳
سیارک ۲۱۵۵۳ (به انگلیسی: 21553 Monchicourt، نامگذاری:1998QT55) بیست و یک هزار و پانصد و پنجاه و سومین سیارک کشف شده‌است که در ۲۶ اوت ۱۹۹۸ کشف شد.
قدر مطلق سیارک برابر ۱۱.۲ است.